# Cristhian Cámara Arratia
Cristhian Miguel Cámara Arratia es un político, militar y empresario boliviano, actualmente desempeñándose como alcalde del municipio de Trinidad, capital del departamento del Beni. Fue posesionado en el cargo el 3 de mayo de 2021, tras obtener más del 28% de los votos en las elecciones subnacionales del 7 de marzo de ese año.

## Formación
Cámara Arratia es teniente coronel de la Fuerza Aérea Boliviana y ha sido descrito como un visionario con vocación de servicio, influenciado por su formación castrense. Antes de asumir la alcaldía, se desempeñó como director del Comité de Operaciones de Emergencia Departamental (COED) del Beni, donde coordinó acciones de respuesta ante emergencias entre 2018 y 2020.

## Gestión municipal
Desde su llegada al gobierno municipal, ha promovido una gestión enfocada en la transparencia, el desarrollo urbano y la participación ciudadana. Ha hecho énfasis en priorizar proyectos de alto impacto social en los distritos urbanos y rurales, buscando la unidad entre autoridades y dejando de lado las diferencias políticas.

## Controversias
En marzo de 2024, la Fiscalía Anticorrupción del Beni imputó a Cámara Arratia por presuntos delitos de incumplimiento de deberes y conducta antieconómica durante su gestión como director del COED. Se le acusa de haber dispuesto pagos por 6,6 millones de bolivianos sin el respaldo documental adecuado, lo que habría causado un daño económico al Estado. Como medidas cautelares, se le impuso arraigo departamental, fianza económica y la obligación de presentarse periódicamente ante la justicia.